# 淮河街道
淮河街道是中华人民共和国河南省信阳市息县下辖的一个街道办事处。

## 行政区划
淮河街道下辖以下地区：
大何庄社区、三里井社区、息州社区、息淮社区、息都社区、息正社区、曹园社区、顿庄社区、洪庄社区、十里社区、周花园社区。